# Lista de monarcas com os reinados mais curtos da história
A Lista de monarcas com os reinados mais curtos da história, onde mostra aqueles que ficaram no trono pelos menores períodos da história, por alguns dias ou apenas algumas horas.
A ordem é debatida entre alguns historiadores, que divergem em como escolher as regras de sucessão das monarquias. Alguns consideram que o reinando mais curto da história foi com Luís Antônio, Duque de Angolema, que teria sido Rei da França por 15 minutos, entre a morte de seu tio,Luís XVIII, e sua abdicação. Outros consideram que o reinado mais curto foi com Luís Filipe de Portugal, que teria sido Rei de Portugal por um período de aproximadamente 20 minutos antes de sua morte no Regicídio de 1908. Outros já descartam esses dois e consideram que alguém só chega a ser monarca quando é reconhecido pela corte como tal.
O consenso entre a maioria dos historiadores é que em uma monarquia não há vácuo de poder, então um Príncipe ou Princesa ascende ao cargo de Monarca logo após a morte de seu antecessor, independente do reconhecimento das cortes.

## Lista de monarcas com os reinados mais curtos da história
| Retrato | Monarca                            | Estado               | Período                                 | Duração    |
| ------- | ---------------------------------- | -------------------- | --------------------------------------- | ---------- |
|         | Luís XIX                           | França               | 2 de agosto de 1830                     | 15 minutos |
|         | Luís II                            | Portugal             | 1 de fevereiro de 1908                  | 20 minutos |
|         | Miguel II                          | Império Russo        | 15 de março de 1917                     | 16 horas   |
|         | Luís Filipe, Conde de Paris        | França               | 24 a 26 de fevereiro de 1848            | 2 dias     |
|         | Inaiatulá Cã                       | Reino do Afeganistão | 14 a 17 de janeiro de 1929              | 3 dias     |
|         | Dipendra do Nepal                  | Reino do Nepal       | 1 a 3 de junho de 2001                  | 3 dias     |
|         | João I de França                   | França               | 15 a 20 de novembro de 1316             | 5 dias     |
|         | Henrique V                         | França               | 2 a 9 de agosto de 1830                 | 7 dias     |
|         | Sigerico                           | Visigodos            | Indefinido                              | 7 dias     |
|         | Muhammad al-Badr                   | Reino do Iêmen       | 18 a 26 de setembro de 1962             | 8 dias     |
|         | Joana I                            | Reino da Inglaterra  | 10 a 19 de julho de 1553                | 9 dias     |
|         | Saad al-Abdullah al-Salim al-Sabah | Kuwait               | 15 a 24 de janeiro de 2006              | 9 dias     |
|         | Henrique II                        | Reino do Haiti       | 8 a 18 de outubro de 1820               | 10 dias    |
|         | Luís II                            | Reino da Holanda     | 1 a 13 de julho de 1810                 | 12 dias    |
|         | Napoleão II                        | Reino da França      | 22 de junho a 7 de julho de 1815        | 15 dias    |
|         | Leonor de Navarra                  | Reino de Navarra     | 28 de janeiro a 12 de fevereiro de 1479 | 15 dias    |